# Saint-Plancard
Saint-Plancard – miejscowość i gmina we Francji, w regionie Oksytania, w departamencie Górna Garonna.
Według danych na rok 1990 gminę zamieszkiwały 452 osoby, a gęstość zaludnienia wynosiła 28 osób/km² (wśród 3020 gmin regionu Midi-Pireneje Saint-Plancard plasuje się na 628. miejscu pod względem liczby ludności, natomiast pod względem powierzchni na miejscu 713.).